# Braulio Musso
Braulio Enrique Musso Reyes (Limache, 1930. március 8. – 2025. június 18.) chilei válogatott labdarúgó.

## Pályafutása
1951 és 1968 között az Universidad de Chile labdarúgója volt, ahol öt chilei bajnoki címet szerzett.
1954 és 1962 között 14 alkalommal szerepelt a chilei válogatottban és három gólt szerzett. Tagja volt az 1962-es világbajnokságon bronzérmes csapatnak.

## Sikerei, díjai
Universidad de Chile
- Chilei bajnok (5): 1959, 1962, 1964, 1965, 1967

Chile
- Világbajnoki bronzérmes (1): 1962